# 樟山镇
樟山镇，是中华人民共和国江西省吉安市吉州区下辖的一个乡镇级行政单位。

## 行政区划
樟山镇下辖以下地区：
文石村、陂上村、赤塘村、官陇村、樟山村、曲沙村、长亭上村、大江边村、清湖村、牢石村、东陂村、东水村、尧塘村、泸田村和桥头村。

## 中国传统村落
2013年8月，文石村被评为第二批中国传统村落。